# 354-й отдельный тяжёлый пушечный артиллерийский дивизион
354-й отдельный тяжёлый пушечный артиллерийский Свирский дивизион — воинская часть Вооружённых сил СССР во время Великой Отечественной войны.

## История
В составе действующей армии с 30.01.1943 по 15.11.1944 года.
Сформирован на базе 12-й отдельной пушечной батареи в составе 7-й армии
С момента формирования находился на позициях по реке Свирь, с 22.06.1944 участвует в Свирско-Петрозаводской операции, затем принял участие в Петсамо-Киркенесской операции.
15.11.1944 обращён на формирование 205-й армейской пушечной артиллерийской бригады

## Подчинение
| Дата            | Фронт (округ)    | Армия               | Корпус (группа) | Примечания |
| --------------- | ---------------- | ------------------- | --------------- | ---------- |
| 01.02.1943 года | -                | 7-я отдельная армия | -               | -          |
| 01.03.1943 года | -                | 7-я отдельная армия | -               | -          |
| 01.04.1943 года | -                | 7-я отдельная армия | -               | -          |
| 01.05.1943 года | -                | 7-я отдельная армия | -               | -          |
| 01.06.1943 года | -                | 7-я отдельная армия | -               | -          |
| 01.07.1943 года | -                | 7-я отдельная армия | -               | -          |
| 01.08.1943 года | -                | 7-я отдельная армия | -               | -          |
| 01.09.1943 года | -                | 7-я отдельная армия | -               | -          |
| 01.10.1943 года | -                | 7-я отдельная армия | -               | -          |
| 01.11.1943 года | -                | 7-я отдельная армия | -               | -          |
| 01.12.1943 года | -                | 7-я отдельная армия | -               | -          |
| 01.01.1944 года | -                | 7-я отдельная армия | -               | -          |
| 01.02.1944 года | -                | 7-я отдельная армия | -               | -          |
| 01.03.1944 года | Карельский фронт | 7-я армия           | -               | -          |
| 01.04.1944 года | Карельский фронт | 7-я армия           | -               | -          |
| 01.05.1944 года | Карельский фронт | 7-я армия           | -               | -          |
| 01.06.1944 года | Карельский фронт | 7-я армия           | -               | -          |
| 01.07.1944 года | Карельский фронт | 7-я армия           | -               | -          |
| 01.08.1944 года | Карельский фронт | 7-я армия           | -               | -          |
| 01.09.1944 года | Карельский фронт | 32-я армия          | -               | -          |
| 01.10.1944 года | Карельский фронт | 32-я армия          | -               | -          |
| 01.11.1944 года | Карельский фронт | 32-я армия          | -               | -          |

## Награды и наименования
| Награда (наименование)           | Дата       | За что получена                                                                                   |
| -------------------------------- | ---------- | ------------------------------------------------------------------------------------------------- |
| Почётное наименование «Свирский» | 02.07.1944 | за образцовое выполнение задания командования по прорыву обороны финнов и форсировании реки Свирь |